# Júlio César de Oliveira
Julio Cesar Miranda de Oliveira (Paranavaí, 4 de fevereiro de 1986) é um atleta brasileiro especialista no lançamento de dardo, sendo o atual recordista brasileiro nessa modalidade com 83,67 m.
Ganhou a medalha de ouro no Campeonato Mundial Juvenil de Atletismo de 2003. Particicpou dos Jogos Olímpicos de 2016, no Rio de Janeiro.

## Melhores marcas
- Lançamento de Disco (1 500 kg): 56,17 m –  São Caetano do Sul, 25 de maio de 2003
- Lançamento de Dardo: 83,67 m –  São Bernardo do Campo, 11 de julho de 2015
- Lançamento de Dardo (700 g): 81,16 m –  Sherbrooke, 11 de julho de 2003